# Bazyli (Fluieraș)
Bazyli, imię świeckie Vasile Fluieraș (ur. 30 grudnia 1948 w Mănăștur, zm. 8 października 2021) – duchowny Rumuńskiego Kościoła Prawosławnego, od 1998 biskup pomocniczy archidiecezji Vadu, Feleacu i Klużu. 

## Życiorys
Święcenia prezbiteratu przyjął w 1976. Chirotonię biskupią otrzymał 15 sierpnia 1998.